# Дорощук Степан

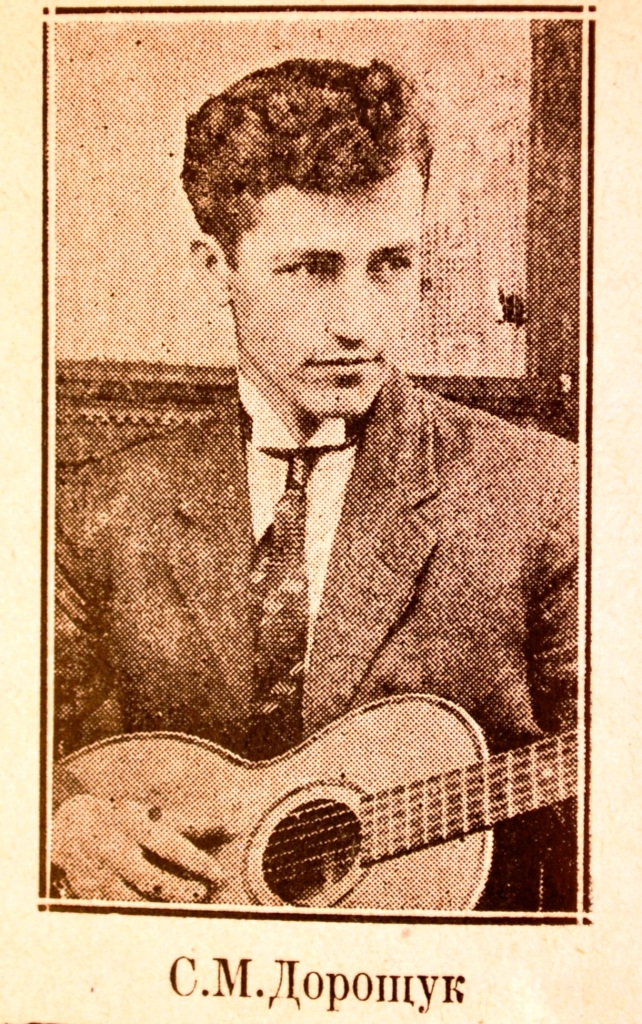

Степа́н Дорощу́к (7 січня 1894, с. Боришківці, нині Чортківського району Тернопільської області — 11 березня 1955, Вінніпег) — український видавець, письменник, громадський діяч у діаспорі.

## Життєпис
У трирічному віці разом з батьками переїхав до канадської провінції Манітоба. По закінченні учительських курсів викладав у початкових школах. Активний учасник громадського життя українців Канади, заснував низку читалень товариства «Просвіта». Заснував у Вінніпезі видавництво «Промінь» та друкарню. Видавав українські дитячі часописи для дітей «Дитячий світ» (1924), збірники віршів "Для рідних дітей" (1925), «Промінь» (1927–30) та ілюстрований щомісячний журнал гумору й сатири «Точило» (1930–43), надрукував понад 200 українських книжок.
У 1943 році переїхав до США, де жив упродовж декількох років.

## Літературна діяльність
Літературну діяльність почав з 1906 року, писав українською та англійською мовами. Його  оповідання та ліричні вірші друкувалися в журналах «Український голос», «Свобода», «Промінь» та інших. Автор популярних освітянських брошур.